# Letizia Werth

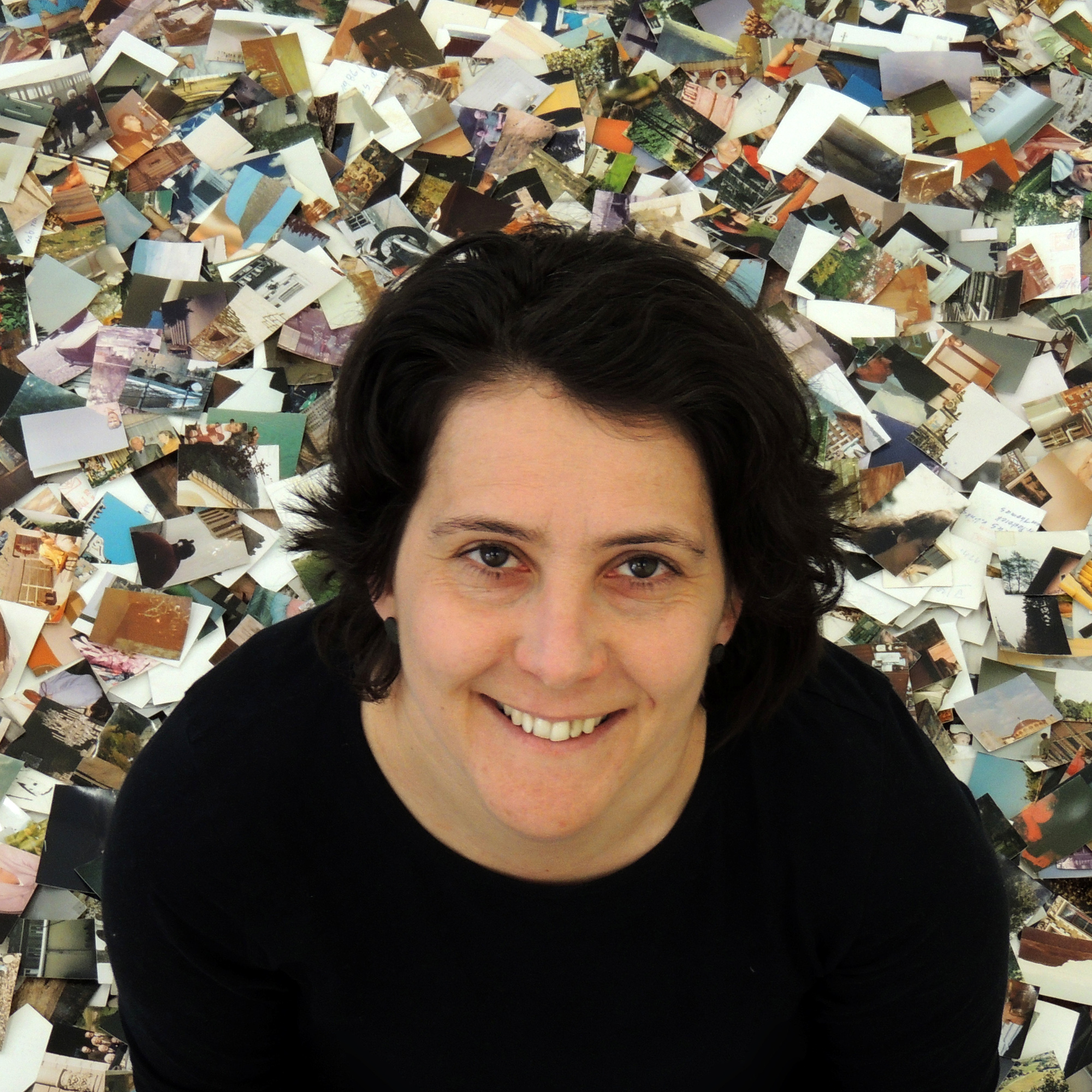
Letizia Werth, Künstlerin in Wien

Letizia Werth (* 1974 in Bozen) ist eine Südtiroler bildende Künstlerin, die seit 1994 in Wien lebt und arbeitet.

## Werdegang
Letizia Werth machte 1993 ihren Abschluss an der Kunstlehranstalt in St. Ulrich in Gröden und schloss sechs Jahre später ihr Studium an der Akademie der bildenden Künste in Wien in den Meisterklassen bei Wolfgang Hollegha und Franz Graf ab.
Der Schwerpunkt ihrer künstlerischen Tätigkeit sind großflächige Graphit-Zeichnungen direkt auf raue Leinwand. Darüber hinaus gestaltet sie Video-Projekte und Installationen großteils aus alten, privaten Fotografien, die sie unter anderem auf Flohmärkten findet. „Gelebter Alltag“ und „gefundene Fotos, denen jeglicher Kontext … abhanden gekommen ist“ sind seit langem ein wichtiges Element in ihren Werken. Das umfangreiche Bildarchiv anonymer Fotografien und die „unglaublichen Mengen an Bildern, die unser Leben ständig dokumentieren“, dienen dabei als Inspirationsquelle für viele Arbeiten.
Immer wieder setzt sie Projekte, Videos und temporäre Installationen mit dem Medium Staub um. 2003 erhielt sie den 28. Österreichischen Grafikpreis.
2012–2019 wurde ihr eines der Förderateliers der Republik Österreich in Wien für ihre künstlerische Arbeit zuerkannt. Die Bundesateliers sind jährlich im Herbst beim Open Studio Day im Rahmen der Vienna Art Week der interessierten Öffentlichkeit bei Führungen zugänglich.
2021 verbrachte sie im Rahmen eines Atelier-Stipendiums einige Monate im Cité Internationale des Arts Paris.

## Einzelausstellungen
- 2021/2022: Talking Rooms, C.A.Contemporary, Wien[6]
- 2021: Im Rahmen der Drawing Now Art Fair - Edition 14, Paris[7]
- 2019: Mountains and Waterfalls, C.A. Contemporary Fine Arts Vienna, Wien
- 2018: mountains & waterfalls, Kunstforum Unterland, Südtirol
- 2015: drowning phone box, Kunstzelle, WUK Hof, Wien
- 2013: lunatic pictures, BSA Galerie, Wien
- 2010: drawings, Galerie Peithner-Lichtenfels, Wien
- 2009: There is no story, ÖBV-Atrium, Wien
- 2008: flowers & mountains, Kunstverein das weisse haus, Wien
- 2007: looking for the sea, Galerie Dana Charkasi, Wien
- 2006: Installation Krater, KunStart Bozen
- 2005: Technical works, siemens_artlab, Wien
- 2004: I never promised you a rosegarden, pogmahon artclub, Wien
- 2003: I never promised you a rosegarden, Künstlerhaus Büchsenhausen, Innsbruck
- 2002: somewhere, Alte Schmiede, Wien
- 2001: moments, Galerie am Park

## Ausstellungsbeteiligungen
- 2021: Blickwelten, NOEDOK St. Pölten, Niederösterreich | Heinz Letizia Paul, Kunsthalle West Eurocenter Lana, Südtirol | Ain´t no mountain high enough, Ze Tux Gallery, Tux, Tirol & Galerie Peter Gaugy, Wien | KUNST IST. 25 anni di Merano Arte, Kunst Meran, Südtirol
- 2020: Rivapiana – The Motel, Dogo Residenz für Neue Kunst, Lichtensteig, Schweiz | Parallel Vienna, Project Statement In Situ, Wien | Unlearning Categories, Museion, Bozen, Südtirol
- 2019: Aus analogen Archiven, Kunstforum Montafon, Schruns, Vorarlberg | Kairos, Recall of Earth, MIET, Thessalonik, Griechenland
- 2018: Da archivi analogici, OnArte, Minusio, Schweiz | Portfolio, Raiffeisen Kunstsammlung, Stadtgalerie Bozen, Südtirol | Hide or seek, Oberösterreichischer Kunstverein, Linz
- 2017: Fermata, Flat1, Wien | Berry, Marble, Urchin, Galerie Schloss Puchheim, Attnang-Puchheim | shades of gray, Landesgalerie Burgenland, Eisenstadt | Über alle Berge, Galerie Markt Bruckmühl | China Youth Experimental Art Exhibition 2017, Weifang, Provinz Shandong, China
- 2016: fragments & formations, Galerie Gefängnis LeCarceri, Kaltern | Über alle Berge, Galerie Prisma, Bozen | frequent diverse, eyes on Festival, Wattgasse Ateliers, Wien
- 2015: licht_an_schatten / luce_da_ombra, Waaghaus, Bozen | Flirting with Strangers, 21er Haus, Wien | Atrium Art, ÖBV-Atrium, Wien | ab-haus-verkaufs-kunstschau #4, Kunstverein das weisse haus, Wien | 1915–2015, Galerie Prisma, Bozen
- 2014: Die Symmetrie des Wassers, Kunsthalle Exnergasse, Wien | Reheat, Interdisziplinäres Festival, Kleylehof, Burgenland | KO-OP – Salon 69, basement, Wien | Sledi / Spuren, Reiseausstellung, Wien, Graz, Maribor, Ljubljana, Koper, Venedig | Super edition #2, Kunstraum SUPER, Wien | das weisse ab-haus-verkaufs-kunstschau, Kunstverein das weisse haus, Wien
- 2013: mind the gap, flat1/Vienna Art Week, Wien | DAZIBAO, Austrian art made in china, Organ House, Chongqing, China | paraflow.8, Kunstverein das weisse haus, Wien | 50x50x50 Art Südtirol, Franzensfeste, Südtirol | zeichnen zeichnen, Künstlerhaus, Wien
- 2012: Raum und/oder Ort, basement, Wien | Special Edition. Offen. Direkt. Riskant, IG Bildende Kunst, Wien | Jahresgabenausstellung, Kunstverein das weisse haus, Wien | Stillstand und Beschleunigung, AUSARTEN, Wien | POLI D'ATTRAZIONE, Italienisches Kulturinstitut, Wien
- 2011: GROWTH, artP.kunstverein; Perchtoldsdorf, Österreich | Manifestation of Image, Kuang Yu Gallery, Kunming, China | Open Source Carneval, Brooklyn, New York
- 2010: near/far, Loft Jinding 1919, Kunming, China | off the wall, Loft Jinding1919, Kunming, China | Neue Positionen, Galerie Peithner-Lichtenfels, Wien | Die Imaginäre-Franz-Graf-Klasse, Expedit Kiosk | Letizia Werth, Galerie Peithner-Lichtenfels | Letizia Werth. Video Works, Künstlerhaus
- 2009: Todesangst Totentanz, StadtGalerie Brixen, Südtirol | art bodensee | LEBEN erinnern, Kardinal König Haus, Wien | unORTung, Ankerbrot Fabrik, Wien | ohne Absicht; Ausstellungsprojekt von V.Brückner, Schauraum, Wien
- 2008: tra-monti, AR/GE Kunst, Galerie Museum Bozen | 7 parallel 7, Romania-Austria, Artexpo Bucharest, Rumänien | vote for women, kunst Meran/Merano arte, Italien | Faistauer-Preis 2008, Galerie im Traklhaus, Salzburg
- 2007: 30. Österreichischer Grafikwettbewerb, Galerie im Taxispalais, Innsbruck | fresh tips, festival of contemporary art aspects, Kunstraum Innsbruck | die schwerkraft und ich, galerie5020, Salzburg
- 2006: Grenzüberschreitung, Zeichnung nach 1945, Stadtmuseum Bruneck | Die Farbe Rot, Karl Marx Hof, Wien | Kunstszene Südtirol Aktuell, Lanser Haus, Eppan, Südtirol
- 2005: Das erschöpfe Selbst, Brixen, Südtirol | Sieben Positionen, RLB Kunstbrücke, Innsbruck | Zuhaus, Kunstprojekt zum Thema Altern, Kornhäuslervilla, Wien | travelling eye, Fotografie im Urlaub, Freiraum quartier21/MQ, Wien | strangely familiar, AR/GE Kunst Galerie Museum, Bozen
- 2004: good bye, mama, IG Bildende Kunst, Wien
- 2003: 28. Grafikpreis, Galerie im Taxispalais, Innsbruck | Panorama 03, Altes Postgebäude, Bozen
- 2002: Erfrischungen, Tiroler Kunstpavillon, Innsbruck
- 2001: *in Südtirol, lebt in Wien, Galerie Museum auf Abruf, Wien | never been there – Vom Orten der Sehnsucht und Träume, futuregarden kunstverein, collabor.at, kunstbuero | That's New!, IG Bildende Kunst
- 2000–1995 vgl. Ausstellungsliste in der Kunst- und Forschungsdatenbank basis-wien.at

## Publikationen

### Monografien
- Letizia Werth, Pencil Cotton Dust, Verlag für moderne Kunst, 2014, ISBN 978-3-86984-507-4
- Letizia Werth, 2001–2006, Wien 2007, ISBN 978-3-200-00844-1

### Kataloge zu Ausstellungen
- Ain’t no mountain high enough, hrsg. Mari Otberg, Hirmer Verlag, München 2021, ISBN 978-3-7774-3822-1
- Arbeiten. Lavori in Corso, Kunstankäufe 2012–2018, Provinz Bozen-Südtirol, 2020
- Über alle Berge, Galerie Prisma, Galerie Markt Bruckmühl, 2017
- licht_an_schatten, Waaghaus, Bozen 2015
- Flirting with Strangers, 21er Haus, Wien 2015
- DAZIBAO, Austrian art made in China, Chongqing, China 2013
- paraflows.8, Wien 2013
- 50x50x50 Art Südtirol, Franzensfeste, Südtirol, 2013
- zeichnen zeichnen, Künstlerhaus, Wien, 2013
- Arbeiten-Lavori in corso, Kunstankäufe 2008–2011, Provinz Bozen-Südtirol, 2011
- of Image, Kuang Yu Gallery, China, 2011
- 7II7, Wien/Bukarest, 2008
- vote for women, Kunsthaus Meran, 2008
- Faistauer Preis 2008
- 30. Österreichischen Grafikwettbewerb, Innsbruck, 2007
- D magazine 01, project by Yane Calovki, NY/Bozen, 2006
- Kunstszene Südtirol Aktuell, Bozen 2006
- Das erschöpfe Selbst, Südtirol, 2006
- Sieben Positionen, RLB Kunstbrücke, Innsbruck, 2005
- Panorama 03, Folio Verlag, 2003
- 28. Österreichischer Grafikwettbewerb, Innsbruck 2003
- *in Südtirol, lebt in Wien. Katalog zur Ausstellung, hrsgg. von der Kulturabteilung der Stadt Wien, 2001, ISBN 3-902076-06-2